# Shahrestān di Chalus
Lo shahrestān di Chalus (farsi شهرستان چالوس) è uno dei 20 shahrestān della provincia del Mazandaran, il capoluogo è Chalus. Lo shahrestān è suddiviso in 2 circoscrizioni (bakhsh): 
- Centrale (بخش مرکزی)
- Kalardasht (بخش کلاردشت), con le città di Kalardasht e Marzanabad.